# Арті Шоу
Арті Шоу (англ. Artie Shaw), справжнє ім'я Артур Джейкоб Аршавський (англ. Arthur Jacob Arshawsky, 23 травня 1910, Нью-Йорк — 30 грудня 2004, Лос-Анджелес) — американський джазовий кларнетист, диригент, композитор і письменник, один з найбільших музикантів «ери свінгу».

## Біографія
Артур Аршавський народився в родині єврейських іммігрантів з Російської імперії та Галичини (тоді Австро-Угорщина). Його батько, виходець із Одеси Харольд Аршавський (1880—1930), Перебрався в Америку дитиною в 1888 році й працював фотографом; мати, Сара Страусс (1884—1964), емігрувала до Америки з Самбора в 1899 році й працювала швачкою. Ріс і навчався музиці в Нью-Гейвені (штат Коннектикут), де в 1925 саксофоністом потрапив в танцювальний оркестр Джонні Кавалларо. На наступний рік він почав грати на кларнеті, який незабаром став його основним інструментом. У 1926—1929 роках працював в оркестрі Остіна Уайлі, для якого робив аранжування, потім грав на саксофоні у Ірвінга Ааронсона, в 1929 році в Чикаго брав участь в джем-сесіях з місцевими музикантами. В цей же час він знайомиться з музикою Клода Дебюссі та Ігоря Стравінського, що зробила великий вплив на розвиток його музичного світогляду.
У 1931—1934 роках, вже під псевдонімом Арті Шоу, музикант виступає як вільний артист, а в 1936 році для концерту в театрі «Імперіал» формує свій перший ансамбль. Його склад був незвичайний для джазу того часу — струнний квартет, ритм-секція і кларнет соло, проте це не завадило Шоу справити на публіку велике враження власним твором «Інтерлюдія in B». Надалі до колективу приєдналися два трубача, тромбоніст, саксофоніст і співак, але насторожене ставлення музичної громадськості до нестандартного складу і інструментування змусило Шоу розпустити її в березні 1937 року. Через місяць Шоу збирає новий оркестр, з яким незабаром записує свій перший хіт — композицію Коула Портера «Початок танцю» (Begin the Beguine) в аранжуванні Джеррі Грея. До Шоу приходить популярність, і багато хто починає говорити про нього як про конкурента Бенні Гудмена. Не прийнявши ролі ідола танцюючою молоді, Шоу в листопаді 1939 року тимчасово залишає сцену.
На початку 1940 року Шоу працює в Голлівуді над музикою до фільмів, а також записує зі струнним оркестром композицію Frenesi. Її успіх підштовхнув Шоу на концертний тур в супроводі оркестру, доповненого струнними інструментами. Зі складу цього оркестру він створює «П'ятірку Гремерсі» (Gramercy Five) і записує ще кілька хітів: Summit Ridge Drive, Moonglow, Dancing In The Dark, Stardust, I Cover The Waterfront. Незважаючи на те, що ці композиції стала вельми популярними, Шоу скоро знову розпустив свої ансамбль і влаштувався в Нью-Йорку, де почав вивчати оркестровку і продовжив записуватися в студіях.
У січні 1942 року Шоу покликаний у флот, де за дорученням командування організовує оркестр, яким керує протягом найближчого року. Незабаром музиканта демобілізують, і в 1944 році він створює новий біг-бенд, який багатьма істориками джазу вважається кращим з усіх, з якими він працював. Серед хітів цього періоду найбільш відомою стала композиція Little Jazz, записана з трубачем Роєм Елдріджем.
Шоу також відроджує «П'ятірку Гремерсі», а потім організовує ще два великих оркестри. Він активно виступав і записувався до 1954 року, після чого оголосив, що припиняє виступи. Лише в 1983 році Шоу знову зібрав свій оркестр і зрідка диригував їм, але основним керівником цього колективу став кларнетист Дік Джонсон.
Шоу часто порівнювали з іншим видатним кларнетистом цього часу — Бенні Гудменом. Також, як і Гудмен, Шоу володів найвищим технічним майстерністю і гарним почуттям фразування, проте манера його виконання була більш спокійною. Як композитор Шоу відомий насамперед своїм Концертом для кларнета з оркестром (1940), який сам же й виконував з великим успіхом.

## Особисте життя
Був одружений кілька разів, серед дружин були письменниця Кетлін Вінзор, акторки кіно Ава Гарднер і Лана Тернер.